# 近鉄葛城索道線

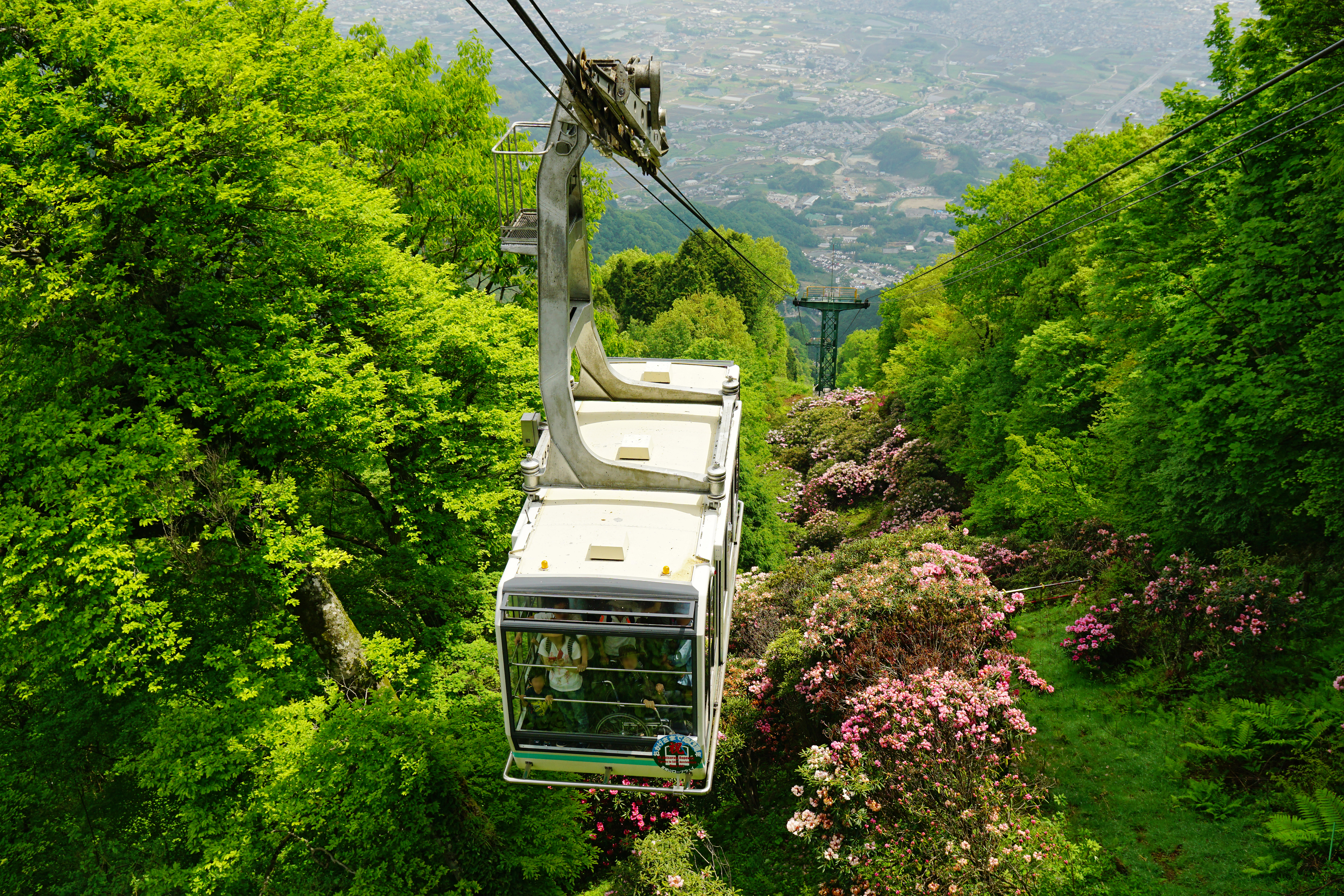
葛城山ロープウェイ

葛城索道線（かつらぎさくどうせん）は、奈良県御所市の葛城登山口駅から同市の葛城山上駅までを結ぶ近畿日本鉄道（近鉄）の索道（ロープウェイ）線である。通称は葛城山ロープウェイ（かつらぎさんロープウェイ）。旅客案内などではこの名称が使用される。

## 概要

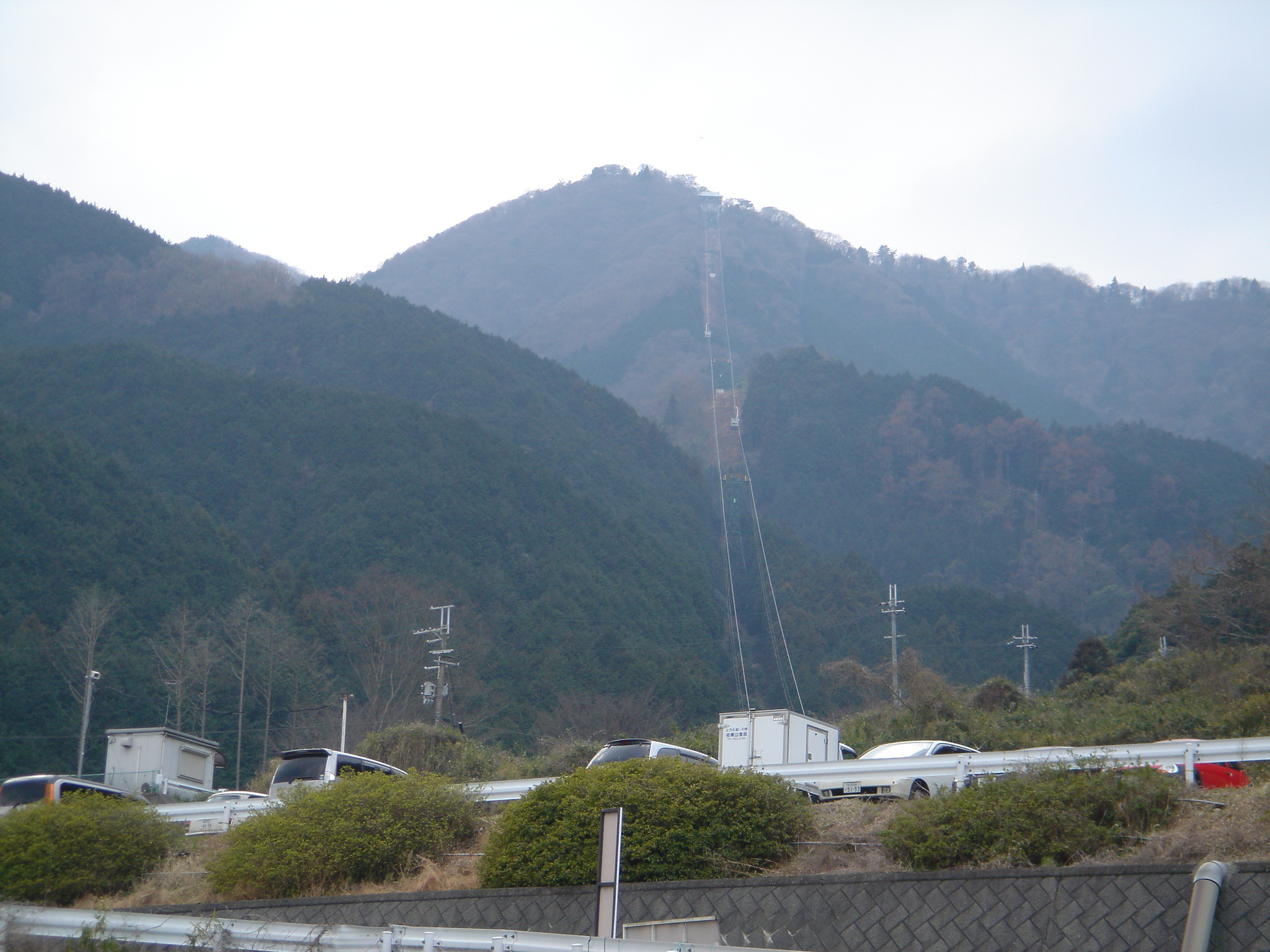
大和葛城山と葛城山ロープウェイ

奈良県と大阪府の県境にまたがる、標高959mの大和葛城山（葛城山）への登山客・観光客向けの路線として運行している。日本の大手私鉄が運営する唯一の索道路線となっている。山頂には近鉄グループの金剛葛城観光開発が経営する国民宿舎・葛城高原ロッジがある。

## 路線データ
- 路線距離（営業キロ）：1421メートル[2][3]
- 高低差：561メートル[1][2]
- 方式：3線交走式[2]
- 最高運転速度：5メートル毎秒[2]
- 所要時間：6分[1][2]
- 駅数：2駅（起終点駅含む）
- 巻き上げ装置：サイリスタ1次電圧制御、150kW三相誘導電動機・交流440V

全線、大阪輸送統括部（旧天王寺営業局）の管轄である。

## 運賃
2022年時点。
- 片道：大人950円・小人480円
- 往復：大人1,500円・小人750円
- 手回り品：290円

PiTaPa、ICOCAなどの交通系ICカードは対応していない。また、近鉄が発売する特別企画乗車券や近鉄グループホールディングスの株主に配布される各種特典券は対象外となっている。

## 搬器
現在の搬器（ゴンドラ）は、1999年に取替した2代目搬器2台で、1号が「はるかぜ」、2号が「すずかぜ」の愛称を持っている。いずれも近畿車輛製で定員は51人。
開業時から1999年まで使用されていた初代搬器は、安全索道製の2台で「かつらぎ1号」「かつらぎ2号」の愛称があった。

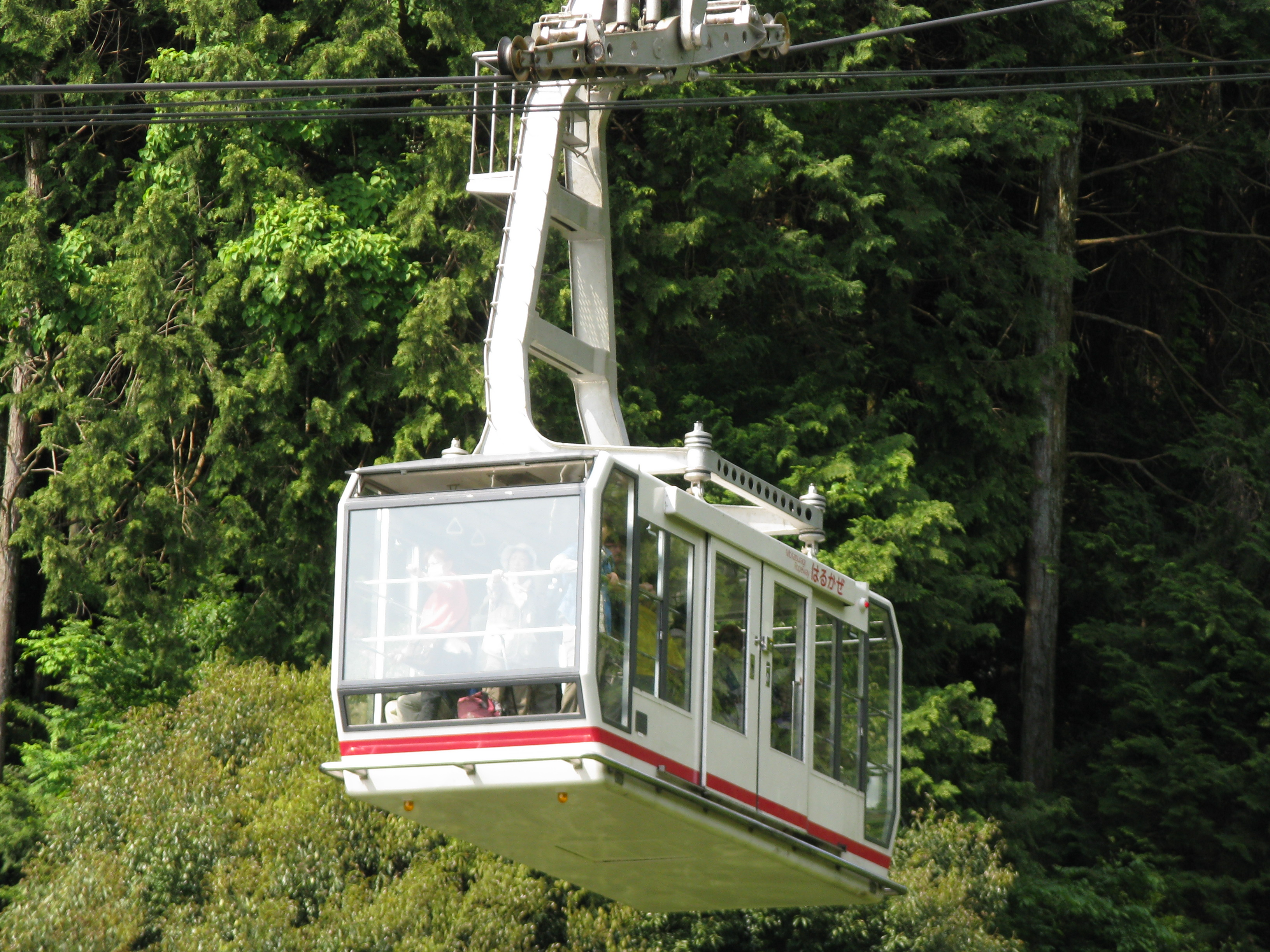
1号搬器「はるかぜ」
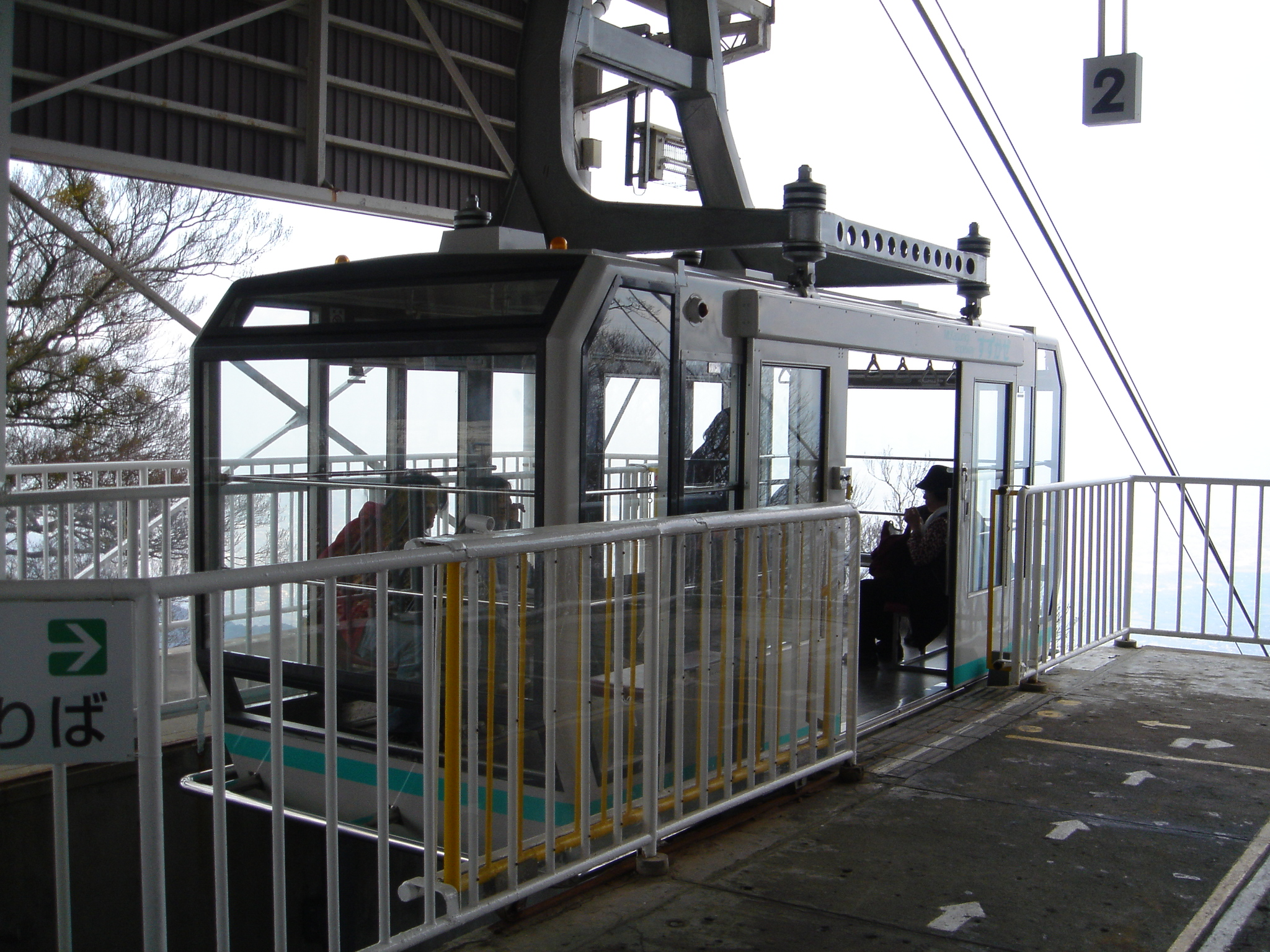
2号搬器「すずかぜ」

## 運行形態
30分 - 約1時間毎の運行（定員に達した場合は随時運行）で、所要時間は6分。昼間時のみ運行であるが、1月1日（元日）は初日の出を見る人のために早朝の運行も行われる。かつては大晦日から元日の終夜運転を行っていたが、2002年 - 2003年の運行を最後に中止した。

## 歴史
- 1967年（昭和42年）3月26日 - 開業[1][2][3]。
- 1999年（平成11年）
  - 6月14日 - 搬器更新のため、この日から運休となる[8]。
  - 6月26日 - 運行を再開[8]。新型の搬器となる[2][8]。

## 駅一覧
葛城登山口駅 - 葛城山上駅
ともに御所市櫛羅に所在。

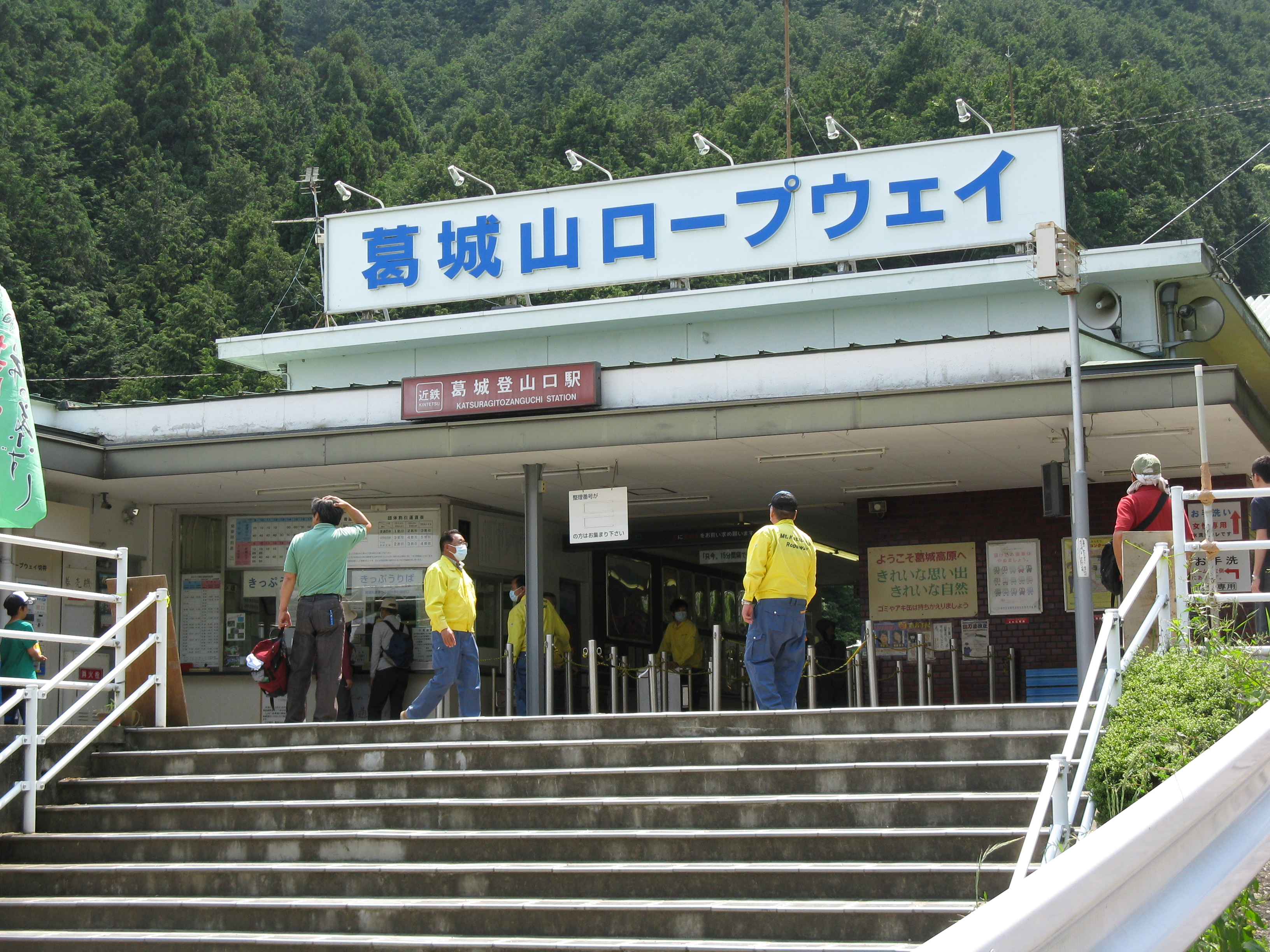
葛城登山口駅
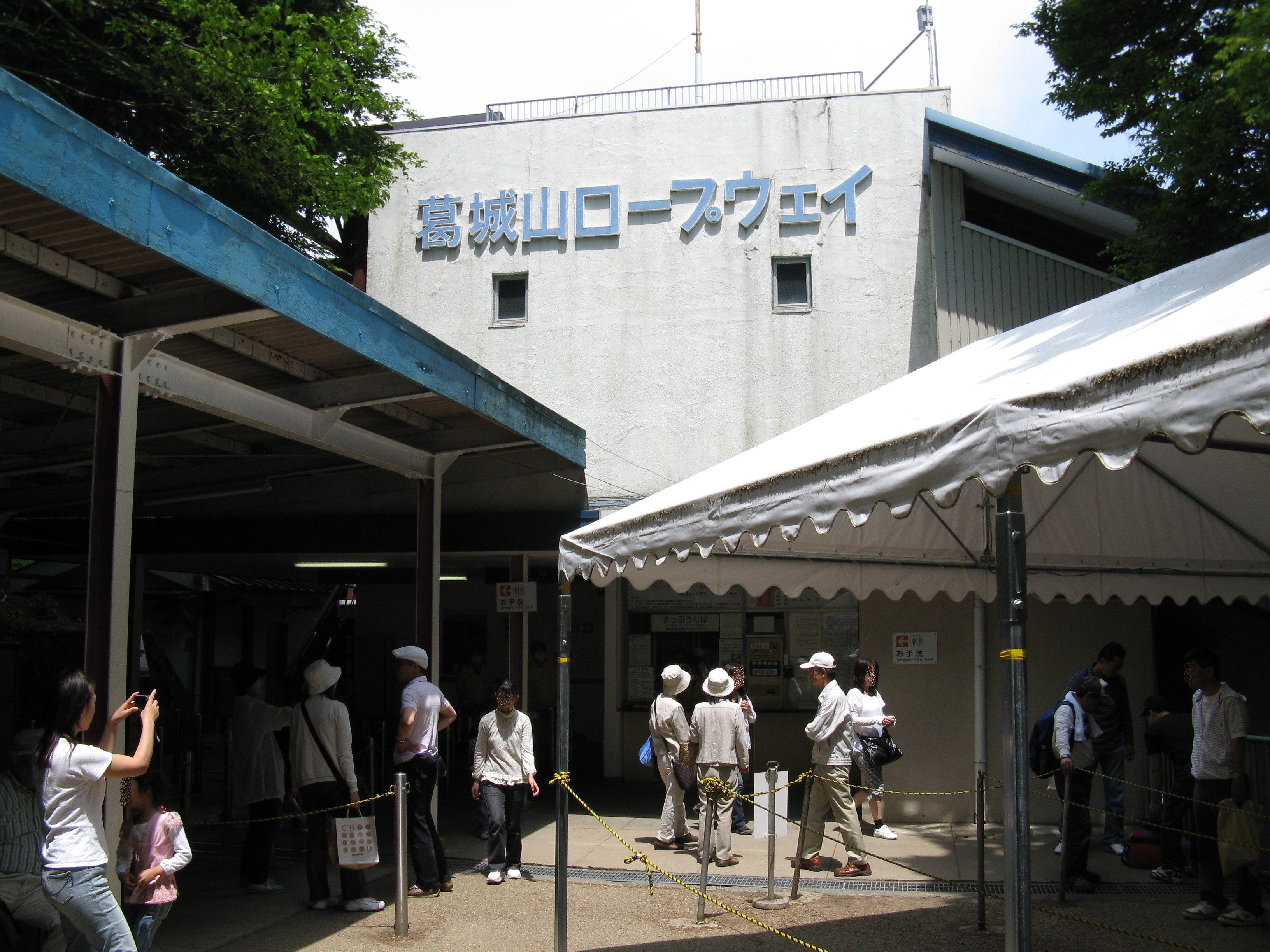
葛城山上駅

## 接続交通機関
- 葛城登山口駅では、奈良交通の葛城ロープウェイ停留所が接続している（近鉄御所駅前行き）[9]。